# Потин (сплав)

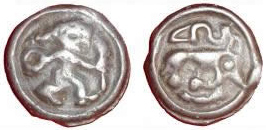
Кельтская монета из потина. I век до н. э.

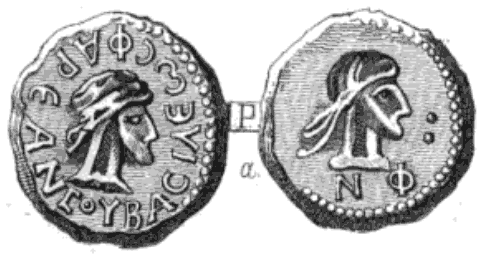
Статер из потина. Боспорское царство, 253—254 годы н. э.

Потин (фр. Potin) — древний сплав меди с большим содержанием олова, свинца и иногда цинка с примесями других металлов.
Потин представляет собой сплав недрагоценных металлов, напоминающий серебро, используемый в монетах. Как правило, это смесь меди, олова и свинца (в различных пропорциях), Хотя термин « биллон» чаще применяется к древнеримским монетам, потин обычно используется для греческих или кельтских монет.
Сплав, как правило, серого цвета. Использовался для изготовления монет во Франции, Индии и Египте. При этом монеты из потина чаще всего отливались, а не чеканились. Широко использовался кельтами для изготовления различных украшений и предметов быта, начиная примерно с 150 года до нашей эры.